# 小行星8817
小行星8817（英語：8817 Roytraver）是一颗围绕太阳公转的小行星。1985年5月13日，卡罗琳·舒梅克、尤金·舒梅克在帕洛马山发现了此天体。
这颗小行星的绝对星等为180.62932等。